# Psilaspilates catillata
Psilaspilates catillata là một loài bướm đêm trong họ Geometridae.